# Oficina de eDiplomacy
La Oficina de eDiplomacy actúa como una tecnología aplicada think tank para el Departamento de Estado de EE. UU. Como parte de la oficina de administración de Recursos de Información, eDiplomacy sirve como enlace entre los especialistas TI del departamento de estado y el departamento de diplomáticos del estado y otros empleados / usuarios finales. Su misión es apoyar a diplomáticos de EE. UU. y a la diplomacia estadounidense a través de las tecnologías de colaboración, y promover otras tecnologías que ayuden a esta labor diplomática.

## Historia
En 2002, el embajador James Holmes inició el grupo de trabajo eDiplomacy. En 2003, el grupo se reorganizó en la oficina de eDiplomacy. En la actualidad, eDiplomacy cae bajo la autoridad del jefe adjunto de información de negocios, gestión y planificación.
Richard Boly es el actual director, y Scott A. Smith es el Jefe de la División de Innovación diplomática de eDiplomacy.
Otros directores de eDiplomacy en el Departamento de Estado de los EE. UU. incluyen:
- Joe Johnson
- Gerry Gallucci
- Gary Galloway (en funciones)
- Thomas Niblock
- Stephen Smith
- Daniel P. Sheerin (en funciones)

## Proyectos
eDiplomacy está desarrollando continuamente una serie de tecnologías que permiten a la comunidad diplomática compartir y mantener el conocimiento institucional. Algunos de sus proyectos actuales son:
- Diplopedia, un espacio wiki que es la enciclopedia del departamento de estado, actualmente contiene más de 10 000 entradas[2]
- Virtual Presence Posts (VPP), un nuevo enfoque que permite la presencia diplomática de EE. UU. en importantes ciudades, regiones y comunidades que carecen de los edificios o el personal necesario. La técnica consiste en viajes regulares, programas, relaciones con los medios y nuevas tecnologías. Actualmente hay más de 50 VPP en todo el mundo.
- Communities @ State, una serie de comunidades de práctica sando un software de blog (bitácora) que está diseñado para fortalecer varios tipos de comunidades dentro del Departamento.[3] En junio de 2009, había más de 70 comunidades existentes y previstos en el Estado, con más de 30.000 entradas en el blog conjunto.[4]
- Virtual Work Enviroments: eDiplomacy está a punto de jugar un papel de liderazgo en los servicios SharePoint de Windows. El programa: The State Messaging and Archive Retrieval Toolset (SMART,), liderea el esfuerzo de implementación de Winwows ShaerePoint previsto para septiembre de 2009.[5]
- Acceso remoto y teletrabajo.
- Publicación en la web de información clasificada para el intercambio de información diplomática y el análisis de los asuntos exteriores del gobierno de EE. UU. y las comunidades nacionales de seguridad.[6]
- Después de desarrollar y poner en marcha el Consejo del Departamento de Estado de sondeo en el 2009, el equipo de la Oficina de personal de eDiplomacy contribuyó con este foro para compartir ideas internas, ahora gestionado por la Oficina de Gestión y el Secretario de Estado cadre

## Otras menciones en los medios
- Actualizaciones en la Oficina de eDiplomacy
- Departamento de Estado, con la colaboración y Social de la eficacia operativa
- eDiplomacy marca el comienzo de una nueva cultura de colaboración en el Estado
- eDiplomacy en Twitter
- eDiplomacy en Facebook